# Kırklareli (stad)
Kırklareli is de hoofdstad (İlçe Merkezi) van het gelijknamige district en de provincie Kırklareli in Europees-Turkije, nabij de grens met Bulgarije. De plaats telt 53.221 inwoners (2000).

## Naam
De oorsprong van de stad is onbekend. De Byzantijnen noemden het 'Veertig Kerken' (Σαράντα Εκκλησιές) en in de 14e eeuw werd dit naar het Turks vertaald als Kırk Kilise. Na het ontstaan van Turkije werden de vroegere sandjaks omgevormd tot steden en op 20 december 1924 werd de naam vervormd tot Kırklareli. De Bulgaarse naam van de stad is Lozengrad, wat 'Wijngaardstad' betekent.

## Geschiedenis
Het gebied rond de stad werd reeds in de prehistorie bewoond. Het archeologisch instituut van de Universiteit van Istanboel is sinds 1993 in samenwerking met het Duits Archeologisch Instituut bezig met opgravingen rond twee prehistorische nederzettingen hier. Het neolithische Tell Aşağı Pınar dateert van tussen ca. 5900 en 4800 v.Chr. en de bronstijdnederzetting Kanlıgeçit van het derde millennium v.Chr. Daarnaast zijn in de omgeving verschillende grafheuvels uit de ijzertijd bekend. Een groot aantal vondsten is tentoongesteld in het kleine Historisch Museum van de provincie Kırklareli.
In 1388 werd de Hızır Bey-moskee gebouwd door de gelijknamige Ottomaanse officier Köse Mihalzade Hızırbey, die er ook een hamam (badhuis) liet bouwen. Het Kırklar-monument ('De Veertig') uit de 14e eeuw, gelegen op de gelijknamige heuvel, vormt een imposant bouwwerk bestaande uit 18 zuilen en werd opgericht ter nagedachtenis aan 40 janitsaren, die omkwamen tijdens de verovering van het gebied door sultan Murat I in 1368.
In de 19e eeuw werd het hooggelegen stadsdeel Yayla mahallesi gebouwd, waarvan de gebouwen grotendeels behouden zijn gebleven. Tijdens de Griekse Onafhankelijkheidsoorlog raakte de stad beschadigd door de gevechten. Tijdens de Balkanoorlogen werd Kırklareli bezet door Bulgarije en na de Eerste Wereldoorlog door Griekenland. Op 10 november 1922 wisten de Turken de stad te heroveren. Volgens het Verdrag van Lausanne uit 1923 werden hier minderheden (Turken en Grieken) uitgewisseld tussen Turkije en Griekenland. De meeste inwoners zijn Turken, van wie een deel tot de Eerste Balkanoorlog (1912) woonde in Thessaloniki.

## Verkeer en vervoer

### Wegen
Kırklareli ligt aan de nationale wegen D020 en D555 en de provinciale wegen 39-02, 39-75 en 39-76.

## Onderwijs
In de stad bevindt zich sinds 2002 het natuurwetenschappelijke gymnasium Kırklareli Fen Lisesi. De Universiteit van Kirklareli werd in 2007 geformeerd uit de Trakya-Universiteit van Edirne.

## Bezienswaardigheden
Een van de belangrijkste historische elementen is het Hızırbey-complex dat bestaat uit de gelijknamige moskee, de hamam (badhuis) en de bazaar Arasta. De Hızırbey-moskee bevindt zich in het centrum van de stad, is opgebouwd uit steen en heeft een minaret. In 1824 werd ze gerenoveerd door Joesoef Pasja van Aydost. Later werden de huidige gebedsplaats en tuinmuren van de moskee eromheen gebouwd. De hamam is opgebouwd in Ottomaanse stijl en ligt naast de Arasta. De hamam telt twee ingangen: een voor mannen en een voor vrouwen. Volgens een inscriptie in het deel voor de vrouwen werd het tussen 1683 en 1704 gerenoveerd door Hacı Hüseyin Ağa. De buitenmuren van het badhuis zijn gebouwd van ruwe zandsteen. De Arasta is gebouwd in een T-vorm en heeft poortvormige muren. Ze werd gerenoveerd in 1704.
Bij Kırklareli bevindt zich verder de enige toeristische grot van Thracië: de Dupnisa. Deze grot zou in de oudheid zijn gebruikt voor Dionysische rituelen (Sparagmos). In de nabijgelegen stad Vize bevindt zich verder een 8e- of 9e-eeuwse Byzantijnse kerk.

## Geboren in Kırklareli
- Candan Erçetin (1963), zangeres

## Partnersteden
- Walldorf (Duitsland), sinds 1970[2]

- Bibliothèque nationale de France: cb14614994k (data)
- Gemeinsame Normdatei: 4313350-2
- Library of Congress Control Number: n96086190
- Nationale Bibliotheek van Israël: 987007533339405171
- Système universitaire de documentation: 176037918
- Virtual International Authority File: 140146950
- WorldCat: E39PBJx8H7JTXMKDBddWRhVV4q